# Budikote, Bangarapet
Budikote là một làng thuộc tehsil Bangarapet, huyện Kolar, bang Karnataka, Ấn Độ.